# 张斯立
张斯立（?—?），元朝大臣，济南路章丘县（今山东省济南市章丘区）人，元成宗时中书参知政事。
张斯立开始历任山东提刑按察司掾吏、江南行台监察御史，转任行省员外郎、郎中。入朝为户部侍郎、参议中书省事。元成宗大德元年（1297年），担任中书省参知政事。大德七年（1303年），因为朱清、张瑄贿赂案发，他和平章政事赛典赤伯颜、段贞、中书省左丞迷而火者一起被罢职。